# Francesca Piccinini
Francesca Piccinini (Massa,  10 januari 1979) is een Italiaanse volleybalster.

## Levensloop
Met het Italiaanse volleybalteam werd ze in 2002 wereldkampioen in Duitsland. Tevens werd ze tweemaal Europees kampioen met het vrouwenteam (2007 en '09) en won ze er tweemaal een zilveren medaille (2001 en 2005). Daarnaast behaalde ze goud op zowel de FIVB World Grand Prix in 2007 en de FIVB World Grand Champions Cup in 2009. Ten slotte behaalde ze eenmaal zilver (2004) en eenmaal brons (2006) met het Italiaanse vrouwenteam in de FIVB World Grand Prix. Daarnaast won ze met haar team Volley Bergamo in 2010 de CEV Champions League Women.
In 2004 poseerde ze naakt in de kalender van de Italiaanse versie van Men's Health.
Ze nam reeds viermaal deel aan de Olympische Spelen (2000, 2004, 2008 en 2012).